# Лютий 2010
Лютий — другий місяць 2010 року, що почався в понеділок 1 лютого і закінчився в неділю 28 лютого.

## Події
- 1 лютого
  - Головним тренером національної збірної України з футболу призначено Мирона Маркевича[1].
  - У Харкові на 64-му році життя помер відомий музичний критик та рок-музикант Сергій Коротков[2].
  - Російський «Газпром» оголосив про падіння своїх прибутків на третину, порівняно з минулим роком[3].
  - Президент Білорусі Олександр Лукашенко підписав указ про інтернет. Згідно з ним після 1 липня 2010 року провайдери інтернету в Білорусі повинні будуть протягом року зберігати дані про своїх користувачів і сайти, які вони відвідують. А коли будуть запити, то передавати цю інформацію правоохоронцям, включно з податковою і КГБ[4][5].
- 3 лютого
  - Верховна Рада України прийняла зміни до закону про вибори Президента, які стосуються організації роботи виборчих комісій. Зокрема, скасовано норму про те, що виборча комісія ухвалює рішення двома третинами голосів[6].
  - Аналітично-дослідницький центр «Інститут міста» назвав Одесу найкращим українським містом за якістю життя населення[7].
  - У Криму після двох з половиною років ув'язнення звільнили білоруського опозиціонера Ігоря Коктиша[8].
- 4 лютого
  - Румунія погодилася розмістити на своїй території елементи нової системи протиракетної оборони США. За словами президента країни Траяна Басеску, нова система почне працювати вже 2015 року[9].
- 5 лютого
  - В Мюнхені розпочалася міжнародна конференція з проблем безпеки. Цього року вперше в ній взяв участь Китай[10].
  - Генеральний прокурор Великої Британії висунув кримінальні обвинувачення проти чотирьох депутатів британського парламенту за зловживання з видатками з громадських коштів. Кримінальне переслідування загрожує ще одному депутатові[11].
  - Президент Росії Дмитро Медведєв підписав нову військову доктрину РФ. Згідно з нею основною військовою загрозою для Росії визнано «прагнення…наблизити військову інфраструктуру країн — членів NATO до кордонів Російської Федерації, в тому числі завдяки розширенню блоку»[12][13][14].
  - Президент України Віктор Ющенко звільнив із посади голову Дніпропетровської ОДА Віктора Бондаря[15]. Також президент доручив Внутрішнім військам МВС охороняти по периметру територію навколо будівлі, де розташована Центральна виборча комісія[16].
  - Національний заповідник «Софія Київська» повідомив: історики довели, що Софійський собор заснував князь Володимир Великий, а не князь Ярослав Мудрий[17][18][19].
- 7 лютого
  - В Україні відбувся другий тур президентських виборів[20]
  - В Коста-Риці пройшли президентські та парламентські вибори[21]
  - У Варшаві відбулося жеребкування відбору до Євро-2012[22][23][24]
  - Президент Ірану Махмуд Ахмадінежад дав розпорядженя про початок дозбагачення урану в ядерному центрі в Натані[25][26]
- 8 лютого
  - Войовниче угруповання північноірландських католиків, що відповідальне за вбивства понад 120 осіб, оголосило сьогодні, що завершило роззброєння і боротиметься за свою мету, яка полягає у приєднанні Північної Ірландії до Ірландської Республіки, виключно мирними засобами[27].
  - Старт місії STS-130 шатла «Індевор» до Міжнародної космічної станції.
- 9 лютого
  - Уряд Польщі ухвалив план, у якому вказано шляхи до запровадження в країні валюти євро. За цим проектом, уряд має до 2012 року стабілізувати курс злотого та провести реформу і реструктуризацію державних фінансів[28]
- 10 лютого
  - Парламент Республіки Сербської у складі Боснії і Герцеґовини прийняв закон про референдум та громадянську ініціативу. Чимало політиків та дипломатів називають цей акт сепаратистським[29][30]
- 12 лютого
  - У Ванкувері відбулося відкриття Зимових олімпійських ігор[31][32]
  - В Іраку офіційно стартувала передвиборна кампанія перед виборами до парламенту країни[33]
- 13 лютого
  - У регіонах Росії пройшла серія мітингів і виступів, на яких люди висловлювали невдоволення діями місцевої влади в контексті роботи великих підприємств. Зокрема акції відбулися в Самарі[34][35][36] та Іркутську[37]
  - Унаслідок несприятливих погодних умов, спрацювання автоматики захисту та пошкодження ліній електропередач у 10 областях України сталося знеструмлення 499 населених пунктів[38]. Через негоду закрито аеропорти у п'яти містах[39].
  - Вранці в Афганістані війська коаліції країн NATO спільно з афганськими військовослужбовцями почали наступ на позиції талібів у провінції Гільменд. Це найбільша операція за весь час афганської антитерористичної кампанії, розпочатої у 2001 році[40]
- 14 лютого
  - У Дрездені екс-президентові СРСР Михайлові Горбачову вручено міжнародну Дрезденську премію — за активну діяльність «на благо людства». Горбачов став першим лауреатом цієї премії розміром 25 тис. євро[41]
  - Державний секретар США Гілларі Клінтон здійснює поїздку країнами Перської затоки з метою заручитися підтримкою ряду арабських держав (зокрема Катару та Саудівської Аравії) у питанні про запровадження санкцій щодо Ірану[42]
- 15 лютого
  - Франція, Італія і Туреччина передали УЄФА заявки на проведення футбольного Євро-2016[43]
  - В Дубаї Держсекретар США Гілларі Клінтон закликала Іран переглянути політику в ядерній сфері[44]
  - Вранці в Івенці Мінської області було затримано керівництво неофіційного Союзу поляків у Білорусі на чолі з Анджелікою Борис. За даними організації, затримано щонайменше 13 осіб[45]
- 16 лютого
  - У Бельгії машиністи кількох залізничних депо на півдні країни оголосили несподіваний страйк на знак протесту проти важких умов праці. Приводом для акції протесту стало вчорашнє лобове зіткнення двох пасажирських поїздів під Брюсселем[46]
  - Глава поліції Дубая генерал-лейтенант Дафі Халфан Тамім оприлюднив прізвища 11 європейців, підозрюваних у вбивстві одного з керівників ХАМАСу Махмуда аль-Мабгу. Шість підозрюваних є громадянами Великої Британії, троє, у тому числі одна жінка, — ірландцями, ще двоє — громадяни Франції і Німеччини відповідно[47][48]
  - Американці заявили про те, що їм вдалося захопити в Пакистані одного з військових лідерів талібів Муллу Абдулу Ґані Барадара[49][50]
  - Інавгурацію Президента Януковича призначено на 25 лютого[51]
  - Президент Польщі Лех Качинскі надіслав лист Аляксандру Лукашенці, в якому висловив «своє занепокоєння і рішучий протест у зв'язку з ростом репресій проти Союзу поляків у Білорусі»[52]
- 17 лютого
  - ВАСУ зупинив дію рішення ЦВК про встановлення результатів виборів та обрання Януковича Президентом України[53]
  - 72 депутати Верховної Ради Автономної республіки Крим підтримали проект рішення про перейменування «Верховной Радой» Криму в «Верховный Совет» і звернулися до українського парламенту з проханням внести відповідні зміни у ст. 136 Конституції[54][55][56]
- 18 лютого
  - В Заґребі пройшла інавгурація новообраного президента Хорватії Іво Йосиповича[57][58][59]
  - У Вашинґтоні президент США Барак Обама зустрівся з Далай-ламою[60][61]. Китай висловив осуд з цього приводу[62][63]
  - У пакистанській провінції Белуджистан спіймано двох лідерів афганського Талібану, а саме — глав «тіньових урядів», які таліби створили у всіх провінціях Афганістану.[64]
  - Оприлюднено звіт Комітету захисту журналістів (Committee to Protect Journalists), в якому зокрема вказано, що 2009 року у світі було вбито рекордну за останні три десятиліття кількість людей, що професійно займалися журналістикою — 71[65][66][67]
  - В іракській провінції аль-Анбар вибухнув замінований автомобіль, внаслідок чого загинуло щонайменше 11 осіб, близько 20 дістали поранення[68][69]
  - Міністри чотирнадцяти країн, розташованих у басейні Дунаю, підписали угоду, що передбачає заходи щодо охорони європейської ріки[70]
  - В Росії закрито найбільший торент-трекер torrents.ru[71]. Делегування домену призупинено за рішенням слідчого відділу прокуратури Чертановського району міста Москви на час проведення попереднього слідства у кримінальній справі, порушеній за ознаками злочину, передбаченого ч.2 ст.146 УК РФ (незаконне використання об'єктів авторського права чи суміжних прав)[72]
- 19 лютого
  - В Тбілісі керівники органів національної безпеки Польщі та Грузії Александер Щиґло та Екатеріне Ткешелашвілі підписали угоду про співпрацю між відомствами двох країн в 2010—2011 роках[73][74]
- 20 лютого
  - Юлія Тимошенко відкликала судовий позов проти ЦВК щодо скасування результатів виборів президента[75][76] Відтак ВАСУ поновив дію протоколу ЦВК про результати повторного голосування, визнавши вибори дійсними[77]
  - У Марокко обвалився мінарет мечеті в місті Мекнес, загинуло не меш як 41 особа[78][79]
  - У Балтиморі помер колишній державний секретар США Александер Гейґ[80]
- 21 лютого
  - Внаслідок повеней і зсувів ґрунту на портуґальському острові Мадейра загинули щонайменше 40 осіб[81][82]
- 22 лютого
  - Рада міністрів ЄС із закордонних справ продовжила дію санкцій проти керівництва самопроголошеної Придністровської Республіки на наступні 12 місяців. Водночас європейські міністри вирішили призупинити дію цих санкцій до кінця вересня поточного року та виключили із «чорного списку» три прізвища придністровських чиновників[83][84]
- 25 лютого
  - Віктор Янукович склав присягу на вірність народу України, таким чином вступивши на посаду президента України[85]
  - Парламент Європейського Союзу ухвалив резолюцію, згідно з якою Україна має право просити членство в європейській співдружності[86]
  - У Львові на 84-ому році життя помер історик Ярослав Дашкевич[87][88][89]
- 26 лютого
  - У Міжнародному кримінальному трибуналі в справах колишньої Юґославії в Гаазі почалися слухання у справі колишнього генерала збройних сил боснійських сербів Здравка Толімира[90]
- 27 лютого
  - У Чилі стався землетрус магнітудою 8,8. За землетрусом пішла серія цунамі. Хвилі обрушилися на 11 чилійських міст[91].
  - 35-та церемонія вручення нагород премії «Сезар».